# Physcidia
Physcidia is een geslacht van korstmossen behorend tot de familie Ramalinaceae. De typesoort is Pseudohepatica pachyderma.

## Soorten
Volgens Index Fungorum bevat het geslacht drie soorten (peildatum januari 2023):
| Soortnaam              | Auteur(s)                    | Publicatiejaar |
| ---------------------- | ---------------------------- | -------------- |
| Physcidia australasica | Kalb & Elix                  | 1995           |
| Physcidia striata      | Aptroot, M. Cáceres & Timdal | 2014           |
| Physcidia wrightii     | Tuck.                        | 1862           |